# Satellite Award/Fernsehen/Beste Fernsehserie – Genre
Mit dem Satellite Award Beste Fernsehserie – Genre werden herausragende Fernsehserien der Kategorien Genre geehrt.
Es werden immer jeweils die Fernsehserien des Vorjahres ausgezeichnet.

## Nominierungen und Gewinner
| Jahr | Fernsehserie              | TV-Network     | Nominierungen |
| 2011 | American Horror Story     | FX             | Game of Thrones (HBO) Once Upon a Time – Es war einmal … (ABC) Torchwood (BBC) True Blood (HBO) The Walking Dead (AMC) |
| 2012 | The Walking Dead          | AMC            | American Horror Story (FX) Arrow (The CW) Fringe – Grenzfälle des FBI (Fox) Grimm (NBC) Once Upon a Time – Es war einmal … (ABC) Revolution (NBC) Supernatural (The CW)                                                                |
| 2013 | Game of Thrones           | HBO            | American Horror Story (FX) Arrow (The CW) Grimm (NBC) Marvel’s Agents of S.H.I.E.L.D. (ABC) Once Upon a Time – Es war einmal … (ABC) Orphan Black (Space) The Returned (Sundance Channel) Supernatural (The CW) The Walking Dead (AMC) |
| 2014 | Penny Dreadful            | Showtime       | American Horror Story (FX) Game of Thrones (HBO) Grimm (NBC) The Leftovers (HBO) Sleepy Hollow (Fox) The Strain (FX) The Walking Dead (AMC)                                                                                            |
| 2015 | The Walking Dead          | AMC            | American Horror Story (FX) Game of Thrones (HBO) Humans (AMC) Into the Badlands (AMC) Jonathan Strange & Mr Norrell (BBC America) The Leftovers (HBO) Orphan Black (BBC America) Penny Dreadful (Showtime)                             |
| 2016 | Outlander                 | Starz          | Black Mirror (Netflix) Game of Thrones (HBO) The Man in the High Castle (Amazon Video) Orphan Black (BBC America) Stranger Things (Netflix) The Walking Dead (AMC) Westworld (HBO)                                                     |
| 2017 | Game of Thrones           | HBO            | American Gods (Starz) The Leftovers (HBO) Legion (FX) Stranger Things (Netflix) Outlander (Starz) |
| 2018 | The Terror                | AMC            | Castle Rock (Hulu) Counterpart (Starz)Doctor Who (BBC) The Man in the High Castle (Amazon Video) Stranger Things (Netflix) |
| 2019 | Stranger Things           | Netflix        | Carnival Row (Amazon Video) Game of Thrones (HBO) His Dark Materials (BBC One) The Terror (AMC) Watchmen (HBO) |
| 2020 | Spuk in Bly Manor         | Netflix        | Evil (CBS) His Dark Materials (BBC One) The Mandalorian (Disney+) The Outsider (HBO) Pennyworth (Epix) |
| 2021 | WandaVision               | Disney+        | Evil (CBS) Sweet Tooth (Netflix) Them (Prime Video) |
| 2022 | The Boys                  | Prime Video    | From (Epix) The Man Who Fell to Earth (Showtime) Outlander (Starz) Severance (Apple TV+) Stranger Things (Netflix) |
| 2023 | Yellowjackets             | Showtime       | From (Epix) House of the Dragon The Morning Show The Power The White Lotus |
| 2024 | What We Do in the Shadows | FX Productions | Martin Scorsese Presents: The Saints (Fox Nation) Mr. & Mrs. Smith (Prime Video) Silo (Apple TV+) |